# Tone Hødnebø
Tone Hødnebø (5 de noviembre de 1962) es una poetisa y académica noruega que debutó en 1989 con Larm og.
Fue coeditora de la revista literaria Vagant entre 1990 y 1997, mientras que formó parte de la plana ejecutiva de la Asociación de Escritores de Noruega en 1995. Ha recibido varios reconocimientos, entre ellos el Premio Dobloug de la Academia Sueca en 2005.

## Obras
- 1989: Larm — poesía
- 1994: Mørk kvadrat — poesía
- 1995: Skitne lille hjerte — traducción/reescritura de poemas de Emily Dickinson
- 1997: Pendel — poesía
- 2002: Stormstigen — poesía
- 2004: Skamfulle Pompeii — poemario
- 2005: Et lykkelig øyeblikk — selección de poemas
- 2008: Nedtegnelser — poesía